# Pentti Saarikoski

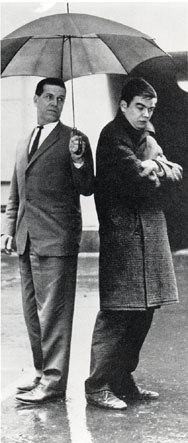
Pentti Saarikoski (derecha).

Pentti Saarikoski (Impilahti, 2 de septiembre de 1937 - Joensuu, Carelia Septentrional, 24 de agosto de 1983), escritor y poeta finlandés. 

## Biografía
Fue uno de los autores más importantes a partir de la década de los 60, en Finlandia. Entre sus obras publicadas figuran poesía y traducciones de obras clásicas contemporáneas, tales como Ulises de James Joyce, El Guardián entre el Centeno de J.D. Salinger, así como también obras de autores griegos y latinos como, Eurípides, Heráclito, Safo, Jenofonte, la Odisea de Homero, la Poética de Aristóteles, los Epigramas y Las bodas de Tetis y Peleo, de Catulo. 
Saarikoski también escribió columnas bajo el seudónimo de "Nenä" ("nariz"). Su pluma satirizaba la iglesia, el ejército, la política y, fundamentalmente, el conservadurismo existente en estas instituciones. En sus escritos periodísticos, parodió la jerga política oficial de la época, de una manera sarcástica e idónea.
Pentti Saarikoski fue una celebridad muy respetada en Finlandia. Tanto su obra como su personalidad estuvieron, de algún modo, influenciadas por el alcoholismo que finalmente lo llevaría a una temprana muerte. 
Durante el período de la Guerra Fría Saarikoski mantuvo lazos afectivos con los comunistas, como una forma, reflexiva e intelectual, de anteponerse a la presencia avasalladora de los Estados Unidos en el mundo moderno. Sus restos descansan en Heinävesi, en el cementerio del monasterio de Valamo.

## Obras
Entre sus obras finales, figuran:
- Mitä tapahtuu todella (Qué pasa realmente) 1962
- Katselen Stalinin pään yli ulos (Estoy mirando por sobre la cabeza de Stalin) 1969
- Eino Leino (Ensayo poético sobre Eino Leino) 1974
- Ja meille jäi kiireetön ilta (Y nos quedó una tarde calmada) 1975
- Tanssilattia vuorella (Pista de baile en la montaña) 1977
- Tanssiinkutsu (Invitación al baile) 1980
- Hämärän tanssit (Bailes en la penumbra) 1983

En 1993 Icaria Editorial publica los primeros poemas de Pentti Saarikoski traducidos al español en la antología "Poesía finlandesa actual".